# Piotr Doroszenko (ur. 1907)
Piotr Jemieljanowicz Doroszenko (ros. Пётр Емельянович Дорошенко, ur. 1907 w Obwodzie Wojska Dońskiego, zm. ?) – radziecki działacz partyjny i państwowy.

## Życiorys
W 1927 ukończył technikum agronomiczne w guberni woroneskiej i został głównym agronomem sowchozu, potem kierownikiem sekcji i dyrektorem technikum w Obwodzie Centralno-Czarnoziemskim i Kraju Północno-Kaukaskim, 1935 ukończył Azowsko-Czarnomorski Instytut Rolniczy. Od 1939 należał do WKP(b), od 1940 kierował obwodowym oddziałem rolniczym w Kirowohradzie, w latach 1942–1945 służył w Wojskach Wewnętrznych NKWD, potem był funkcjonariuszem partyjnym, później (1946–1949) kierował Wydziałem Rolnym Komitetu Obwodowego KP(b)U w Kirowohradzie. Od 1949 do marca 1950 był sekretarzem Komitetu Obwodowego KP(b)U w Kirowohradzie, od marca 1950 do maja 1954 kierownikiem Wydziału Rolnego KC KP(b)U/KPU, od 27 września 1952 do 23 marca 1954 zastępcą członka KC KP(b)U/KPU, a od maja 1954 do 22 sierpnia 1955 I sekretarzem Komitetu Obwodowego KPU w Winnicy. Od 26 marca 1954 do 17 stycznia 1956 wchodził w skład KC KPU, od sierpnia 1955 do sierpnia 1959 kierował Wydziałem Rolnym KC KPZR ds. republik związkowych, od 25 lutego 1956 do 17 października 1961 był członkiem Centralnej Komisji Rewizyjnej KPZR, a od 10 września 1959 do 10 stycznia 1963 I sekretarzem Komitetu Obwodowego KPU w Czernihowie. Od 19 lutego 1960 do 17 marca 1971 był członkiem KC KPU, od 14 stycznia 1963 do grudnia 1964 I sekretarzem Odeskiego Rolnego Komitetu Obwodowego KPU, od grudnia 1964 do kwietnia 1965 I sekretarzem Komitetu Obwodowego KPU w Kirowohradzie, a od kwietnia 1965 do stycznia 1971 ministrem gospodarki rolnej Ukraińskiej SRR, następnie przeszedł na emeryturę. Był deputowanym do Rady Najwyższej ZSRR VI kadencji.
Został odznaczony Orderem Lenina, Orderem Rewolucji Październikowej, Orderem Czerwonego Sztandaru Pracy, Orderem Przyjaźni Narodów, Orderem „Znak Honoru” i medalem.